# 아시안 프라이드
아시안 프라이드는 다양한 해석과 기원을 가지고 아시아 민족성과 문화를 기념하는 것을 장려하는 용어이다. 국제 관계에서, 그것은 범-아시아주의를 진전시키고 서구를 비판하는 것을 포함할 수 있다. 미국에서는 그것을 "고정관념을 거부하고 아시아계 미국인들에게 힘을 실어주면서, 반(反) 문화에 뿌리를 두고 있다"라고 생각한다. 이 용어는 힙합 문화를 통해서 현대적인 유용성을 얻었고, 아시아계 미국인이 되는 것에 대한 긍정적인 입장을 촉진했다. "Got Rice?"라는 문구는 문화적 정체성과 자부심의 상징으로 떠올랐고, 종종 아시안 프라이드에 묶였다. 이 문구는 유머러스하게 쌀을 아시아 문화의 주식으로 언급한다. 그 용어는 티셔츠 캠페인에서 채택되었고, 아시아계 미국인들이 그들의 정체성을 정의하고 고정관념에 대항하는 방법으로 여겨졌다.

## 국제적 사용
아시아의 자부심은 여러 가지 주제를 포괄할 수 있는 넓은 용어이다. 국제관계 맥락 안에서 아시아의 자부심은 서구에 대한 강력한 비판을 통한 범-아시아주의의 진전으로 볼 수 있다.
2014년 중국은 인도의 성공적인 화성 궤도선 망갈리안 임무를 "아시아의 자부심"이라고 칭했다.

## 미국
범-민족적인 아시아계 미국인 개념은 미국의 많은 아시아계 미국인들이 받아들이지 않고 있다.

### 황색 힘
미국에서 이 용어는 1960년대 아시아계 미국인들 사이에 반문화 운동에 오래된 뿌리를 두고 있다. 그 기간 동안 흑인 운동이 있었고, 아시아계 미국인들은 그것이 아프리카계 미국인의 문화와 사회 전반에 미친 영향을 보고 "동양적"이라고 불리는 것과 "황색 위험"이라는 고정관념을 거부하며 아시아계 미국인들의 권한 부여를 진전시키기 위해 "황색의 힘"과 함께 아시안 프라이드라는 용어를 사용했다.

### 힙합 문화
"아시안 프라이드" (AZN 프라이드라고도 함)이라는 용어의 보다 현대적인 사용은 아시아계 미국인이 되는 것에 대한 긍정적인 입장이다. 이 용어는 특정 민족(베트남인 또는 몽족과 같은)을 명시하지 않은 아시아계 미국인 범민족(Yolk 및 Giant Robot 잡지와 같은 출판물의 영향으로 20세기 후반에 개념이 영향을 받았음)의 창조로 인해 미국 서부의 아시아계 미국인 공동체 내 힙합 문화의 영향에서 비롯되었다.이에 대한 징후 중 하나는 광고 캠페인 갓 밀크(Got Milk?)에서 분리된 '갓 라이스(Got Rice?)' 용어였다. 젊은 아시아계 미국인들은 이러한 그들의 아시아 정체성에서 힘을 얻고 있다. 이 용어의 또 다른 사용은 그렉 박(Greg Pak)의 아시안 프라이드 포르노(Asian Pride Porn!)로 20세기 후반 주류 미디어에서 묘사된 것과 비교하여 아시아계 미국인을 긍정적인 시각으로 보여주기 위해 정치적으로 포르노 패러디를 사용했다. 때때로 이것은 아시아계 미국인 젊은이들을 둘러싼 널리 퍼져있는 문화와 다르게 느끼도록 만들기 때문에 발생한다.
이 용어는 때때로 부정적인 의미로 사용되며, 잠재적으로 다양한 관계를 제외하고 아시아계 미국인의 대다수가 지지하는 입장인 아시아계 미국인 관계만을 선호하는 개인을 설명하는 데 사용된다. 또한 이 용어는 주로 "소수자 비난을 모범적으로 받아들일 수 있도록 개방적"이고 인종적인 이름 부르기를 허용하는 마케팅 속임수라고 비판 받아왔다.
이 용어는 로스앤젤레스에 있는 몇몇 필리핀계 미국인 갱단 멤버들에 의해 채택되었으며, 그들은 그들의 민족 정체성 구축을 돕기 위해 이 용어를 사용했다. 플로리다와 콜로라도에서 갱단의 이름으로도 사용되었다.

### 갓 라이스?(Got Rice?)
"갓 라이스?"(Got Rice?)라는 문구는 1993년 캘리포니아 밀크 보드(California Milk Board)의 원래의 "Got Milk?" 광고 캠페인 직후 1990년대에 아시아계 미국인 청년 조니 응고(Jonny Ngo)가 만든 용어이자 이미지 아트워크이다. 이 문구는 이후 아시아계 미국인의 문화적 정체성과 문화적 자부심의 응집력을 나타내는 상징으로, 특히 인터넷에서 많이 사용되기 시작했다. 이는 보통 아시아계 프라이드(Asian Pride)라는 슬로건에 가깝게 언급된다.
이 유머는 많은 아시아 문화에서 쌀이 주식이라는 사실에서 비롯되었다. 따라서 그 슬로건은 미국의 미디어와 광고에 대한 아시아계 미국인의 문화적인 반응으로 볼 수 있다.
투 팍(2Pac)의 "Changes"를 샘플링한 AZN Pride로 종종 언급되는 "Got Rice?"라는 패러디 노래도 있다. 이 노래는 적어도 2000년으로 거슬러 올라가며 랩티브 장르로 묘사되었다.아시아계 미국인, 특히 중국계 미국인이 힙합 문화를 채택하고 적응한 예로도 알려져 있다. 모든 아시아계 미국인이 완전히 수용하지 않는 AZN 용어를 사용하기 때문에 "비극적으로 친 아시아계"라고도 불린다.Fung Brothers는 2010년에 이 노래의 변형을 발표했다.

#### 티셔츠 캠페인
이 문구 자체가 아마도 아시아계 미국인 은어로 시작되었을 것이지만, 첫 번째 주목할 만한 사용법은 아시아계 미국인 잡지 Yolk에 의해 처음 시작된 티셔츠 캠페인이다.
곧, 다른 아시아계 미국인 단체들이 이 문구를 홍보하고 비슷한 티셔츠 디자인을 판매하기 시작했다. 이 단체들과 그들의 지지자들은 티셔츠가 아시아계 미국인 문화 유산을 홍보하는 재미있는 방법이 되기를 의도했다:
"정치적 정체성을 갖는 티셔츠들이 모두 그렇게 마주할 필요는 없다. L.A.의 리틀 도쿄에 있는 일본계 미국인 국립 박물관은 재미와 진지한 일본계 미국인 유산의 측면들을 기념하는 더 친절하고 부드러운 티셔츠를 제공한다. 가장 인기 있는 디자인들 중, 성인 티와 아기 티의 줄은 유당 해방 운동의 집결하는 외침인 "Got Rice?"를 특징으로 한다.
아시아계 미국인 공동체의 많은 사람들은 이 디자인을 아시아계 미국인 문화와 정체성의 생존 가능성에 대한 중요한 발전의 증거로 여겼다. 반면, 정체성이 지배적인 사회의 고정관념을 통해 아시아인들에게 강요되기 전에, "Got Rice?" 셔츠는 아시아계 미국인들이 그들의 정체성을 정의하고 고정관념에 사용되었던 상징들을 되찾기 위한 노력이었다.

## 같이 보기
- AZN Television
- Black pride
- Ethnic nationalism
- Pan-Asianism
- Nationalism